# Radiance (Keith Jarrett)
Radiance è un album del pianista jazz Keith Jarrett pubblicato dall'etichetta ECM. È composto da diciassette tracce di improvvisazione, registrate durante due concerti datati 2002. I primi 13 brani sono tratti dal concerto di Osaka del 27 ottobre, mentre gli ultimi 4 da quello di Tokyo del 30 ottobre. 

## Struttura
A differenza di altri album di improvvisazione di Jarrett, questo disco ha un numero maggiore di brani brevi, rispetto a composizioni, lunghe anche decine di minuti, contenuti in altri album. L'album segue comunque una struttura piuttosto omogenea.
Il critico musicale John Fordham ha definito la musicalità dell'album molto simile allo stile di Cecil Taylor.

## Tracce
1. Radiance, Part 1 – 12:18
2. Radiance, Part 2 – 8:53
3. Radiance, Part 3 – 5:58
4. Radiance, Part 4 – 1:33
5. Radiance, Part 5 – 10:58
6. Radiance, Part 6 – 8:00
7. Radiance, Part 7 – 9:51
8. Radiance, Part 8 – 5:25
9. Radiance, Part 9 – 6:11
10. Radiance, Part 10 – 13:55
11. Radiance, Part 11 – 1:40
12. Radiance, Part 12 – 7:06
13. Radiance, Part 13 – 5:58
14. Radiance, Part 14 – 14:04
15. Radiance, Part 15 – 10:03
16. Radiance, Part 16 – 3:23
17. Radiance, Part 17 – 14:12